# Free Willy 2: The Adventure Home
Free Willy 2: The Adventure Home (conocida como Liberad a Willy 2 en España o Liberen a Willy 2 en Hispanoamérica) es una película familiar de 1995, dirigida por Dwight H. Little, y producida por Warner Bros. bajo su división de entretenimiento familiar. Se trata de una secuela de la película de 1993 Free Willy, también protagonizada por Keiko, Jason James Ritcher y August Schellenberg.

## Argumento
Ya han pasado dos años desde que Jesse salvó y liberó a la orca Willy. A Jesse, ahora adolescente, lo han adoptado Glen y Annie Greenwood. Jesse y sus padres adoptivos se están preparando para ir de camping en familia a una isla al noroeste del Pacífico. Sin embargo, antes de salir de la ciudad, Dwight, antigua trabajadora social de Jesse, aparece para informarles de que han encontrado en Nueva York a su madre biológica, que lo abandonó ocho años atrás, pero que esta ha fallecido, dejando atrás otro hijo, un niño de 8 años de edad llamado Elvis (Francis Capra), hermanastro de Jesse. Elvis es irascible, excesivamente locuaz y travieso, propenso a decir mentiras y pone nervioso a Jesse con mucha facilidad. La familia le invita a su viaje a isla San Juan para que él y Jesse puedan llegar a conocerse.
En el instituto del medio ambiente de la isla, Jesse se reencuentra con su viejo amigo nativo americano Randolph Johnson (August Schellenberg), y rápidamente se enamora de su atractiva y amable ahijada, Nadine (Mary Kate Schellhardt). Mientras tanto, el resentimiento y la falta de respeto del petulante Elvis sigue siendo un problema para Jesse. Con cautela, él comienza a mostrar su interés por Nadine, y a medida que los adolescentes se acercan, Jesse ayuda a Nadine a hacerse amiga de Willy y de sus hermanos orcas, Luna y Little Spot, en parte, utilizando la natación sincronizada.
Ellos disfrutan del viaje, a pesar de la angustia de Elvis debido a su infeliz infancia, hasta que un buque petrolero encalla y derrama crudo en el océano, atrapando a las tres orcas en una pequeña cala. Cuando se corre la voz de que las orcas están atrapadas y que Luna se está muriendo por el petróleo en sus pulmones, el presidente de la empresa petrolera (Jon Tenney) se desplaza a la isla y anuncia un plan para llevar las orcas a cautiverio donde puedan recuperarse de sus lesiones. Su plan real, no obstante, es vender a las orcas a parques de mamíferos marinos.
Jesse, Nadine y Elvis consiguen que las orcas salgan de la cala y se trasladen a un lugar seguro, robando la embarcación de Glen. Pero luego estalla la cisterna y el crudo del agua se incendia. El barco de los niños golpea una roca y comienza a hundirse, mientras que Glen, Annie, y Randolph salen en su busca en la barca de Randolph y piden ayuda por radio. Un helicóptero rescata a Nadine y a Elvis, pero los equipos de rescate no consiguen localizar a Jesse. Willy viene en su ayuda antes de regresar con su familia de nuevo en una emocionante serie de escenas.
Cuando Nadine, Elvis y Jesse se reencuentran, sanos y salvos, Jesse saluda a Elvis y Elvis comparte historias de su madre con Jesse, haciéndole saber que ella lo quería. Glen y Annie deciden adoptar también a Elvis, para que los hermanos puedan permanecer juntos.

## Reparto
- La orca Keiko como Willy.
- Jason James Ritcher como Jesse Greenwood.
- Francis Capra como Elvis.
- Mary Kate Schellhardt como Nadine.
- August Schellenberg como Randolph Johnson.
- Michael Madsen como Glen Greenwood.
- Jayne Atkinson como Annie Greenwood.
- Jon Tenney como John Milner.
- Mykelti Williamson como Dwight Mercer.
- Elizabeth Peña como la Dra. Kate Haley
- Paul Tuerpe como el asistente de Milner.
- M. Emmet Walsh como Bill Wilcox.
- John Considine como el comandante Blake.
- Steve Kahan como el capitán Nilson.
- Neal Matarazzo como Helmsman Kelly.

## Recepción
Liberen a Willy 2 recibió, en su mayoría, una mezcla de críticas negativas, y actualmente tiene una puntuación de 36 % en Rotten Tomatoes, basada en catorce opiniones.

## Música
Michael Jackson continuó su afiliación con la franquicia de Liberen a Willy, produciendo e interpretando la canción Childhood para esta película.
The Pretenders interpretó Forever Young, escuchada en los créditos finales, cuando las orcas finalmente son liberados en el océano.

## Título
En las promociones del video de la película en Reino Unido, la película se tituló simplemente Willy 2: The Adventure Home, presumiblemente debido a la premisa de la película, ya que a diferencia de su predecesora, Willy ya está liberado.